# 超级卡拉维尔
超级卡拉维尔（英語：Super-Caravelle），或称超级快帆，是法国南方飞机公司（Sud Aviation）的一种早期的超音速客机设计方案。后来由于英国和法国在1962年决定合作开展超音速客机的计划，超级卡拉维尔和布里斯托223同样成为协和飞机的技术基础。

## 历史
与当时其他以跨大西洋飞行为目标的中远程超音速客机设计方案不同，超级卡拉维尔只是一种中型的短程超音速客机。在卡拉維爾客機研發銷售成功之后，法国南方飞机公司希望以这种先进设计来作为卡拉维尔的换代产品。而当时以戴高乐总统为首的法国政府也十分支持国营飞机制造商研制超音速客机，并提供了资金援助。法国南方飞机公司在1960年开展设计工作，和达索公司联合进行研究，并在1961年的巴黎航空展上公开了“超级卡拉维尔”计划。
超级卡拉维尔是一種采用两台喷气发动机、巡航速度为2.2马赫、可載客约70人的中程超音速客機，并且拥有后来协和飞机同样具备的S型前缘三角翼。相对协和飞机的头锥，超级卡拉维尔的设计较为保守，只有机鼻雷达罩尖端一部分能够在起飞、降落时下垂，为飞行员提供更广阔的视界。在正常的使用条件下，超级卡拉维尔可以载客70人并以超音速飞行约2000至3000公里，并不具有跨大西洋飞行的能力，因此其大小、航程对法国航空在欧洲、非洲的航线可说是十分适合。
1950年代的英国也正在进行超音速客机的研究，当时英国布里斯托飛機公司受英国政府資助，提出了布里斯托198（Bristol 198）计划，是一种装备6具涡轮喷气发动机、可载130名乘客并以超音速进行跨大西洋飞行的超音速客机。方案后期经修改后，布里斯托飛機公司又推出了布里斯托223（Bristol 223），设计同样是一种采用三角翼、装备4具发动机、巡航速度为2马赫、可載客约100人並能夠進行跨大西洋飛行的超音速客機。
在研发过程中，两国的研制团队关系甚为密切，经常交换意见。至1960年代初，這兩種設計已經初步進入建造原型機的階段，但由於投資龐大，英國政府遂要求已经合并了布里斯托飛機公司的英國飛機公司在國際間尋找合作伙伴。而最终英法两国能够就超音速客机计划达成共识并开展合作，主要是因为两国的设计方案十分接近，在速度、航程、气动布局等方面均有极大的相似性，合作研制有助于平均负担费用。另一方面，当时波音707、道格拉斯DC-8迅速占据欧洲民航客机市场的大量份额，法国总统戴高乐不愿意看见欧洲市场被美国飞机制造商垄断，因此也鼓励两国合作，加快研发进度，争取在美国的超音速客机出现之前抢占市场。合作計劃並非由兩家公司制定，而是由英法政府以國際條約的方式商議。在法国总统戴高乐和英国首相麦克米伦提议下，合作計劃草案於1962年11月28日正式签订，同时也标志着“布里斯托223”和“超级卡拉维尔”两大方案正式合并，并成为日后协和飞机的基础。而实际上，在协和飞机计划开始初期，两国曾打算研制两种超音速客机满足不同航空公司、不同航线的需要，分别为以布里斯托223为基础的远程型（6,000公里），和一種以超级卡拉维尔为基础的短程型（4,400公里），但與潛在客戶推銷兩種機型後，發現航空公司對短程的超音速客機興趣不大，最终也取消了短程型的计划。
而英法合作的协和飞机研制项目正式启动后，“超级卡拉维尔”这个名称后来被法国南方飞机公司改为用于卡拉维尔客机的改进型（SE-210B）。

## 参看
- 协和飞机
- 图-144
- 波音2707
- 洛歇L-2000